# カウヴァカ・カイヴェラタ
カウバカ・カイヴェラタ（Kauvaka Kaivelata、2002年7月11日 - ）は、ニュージーランド出身のラグビーユニオン選手。ルースヘッドプロップ（左プロップ）担当。ジャパンラグビーリーグワンのコベルコ神戸スティーラーズに所属している。

## 経歴
ニュージーランドのオークランド郊外にあるプケコへ出身。オークランドのウェスリーカレッジ高校（Wesley College）卒。
2022年から2023年まで、ナショナル・プロヴィンシャル・チャンピオンシップ（ニュージーランドNPC、ニュージーランド州代表選手権、バニングスNPC）において、カウンティーズ・マヌカウに所属して出場。
2022年、チーフスに育成選手として入団。2024年5月、スーパーラグビー・パシフィックのウェスタン・フォース戦でリザーブとして初出場した。
2024年10月16日、ジャパンラグビーリーグワンのコベルコ神戸スティーラーズに入団。同年12月21日に行われたJAPAN RUGBY LEAGUE ONE第1節カンファレンスA静岡ブルーレヴズ戦にて途中出場でリーグワン公式戦初出場を果たした。